# Sauris (insecto)
Sauris es un género de polillas perteneciente a la familia Geometridae creado por Achille Guenée en 1857.

## Descripción
En estas especies, los palpos son rectos, extendidos hacia adelante, generalmente tres veces la longitud de la cabeza, con la segunda articulación nervada con pelos en la parte superior. Las antenas de los machos se ven muy engrosadas y aplanadas. La tibia posterior del macho carece de espolones, mientras que la de la hembra solo tiene un par. El abdomen es muy largo. Las alas anteriores muy amplias.

## Especies
Las siguientes especies se reconocen dentro del género Sauris:
 
- Sauris abnormis (Moore, 1888)
- Sauris acanthina Prout, 1930
- Sauris angulosa Warren, 1896
- Sauris angusta Warren, 1905
- Sauris angustifasciata (Inoue, 1976)
- Sauris aroensis (Warren, 1903)
- Sauris aspricosta Prout, 1925
- Sauris atrilineata Warren, 1906
- Sauris auricula (Warren, 1895)
- Sauris basilia Prout, 1958
- Sauris bicolor (Warren, 1896)
- Sauris bigriseata Warren, 1907
- Sauris brevipalpis Dugdale, 1980
- Sauris brunnescens (Warren, 1896)
- Sauris cirrhigera (Warren, 1897)
- Sauris coalita Prout, 1931
- Sauris commoni Dugdale, 1980
- Sauris contorta (Warren, 1897)
- Sauris curticornis (Warren, 1897)
- Sauris curvicosta Prout, 1928
- Sauris denigrata Warren, 1897
- Sauris dentatilinea (Warren, 1905)
- Sauris elaica (Meyrick, 1886)
- Sauris erigens Prout, 1925
- Sauris eupitheciata (Snellen, 1881)
- Sauris fuscomarginata Hashimoto, 1995
- Sauris griseolauta Warren, 1906
- Sauris hirudinata Guenée
- Sauris hirundinata Guenée, 1857
- Sauris ignobilis Butler, 1880
- Sauris imbecilla (Swinhoe, 1902)
- Sauris improspera Prout, 1931
- Sauris incissoides Holloway, 1997
- Sauris inscissa Prout, 1958
- Sauris interruptata (Moore, 1888)
- Sauris lichenias (Meyrick, 1891)
- Sauris lineosa (Moore, 1888)
- Sauris lucens (Warren, 1899)
- Sauris malaca (Meyrick, 1891)
- Sauris marginepunctata (Warren, 1899)
- Sauris melanoceros (Meyrick, 1889)
- Sauris melanosterna Dugdale, 1980
- Sauris mellita Prout, 1928
- Sauris mesilauensis Holloway, 1976
- Sauris muscosa Rothschild, 1915
- Sauris nanaria Leech, 1897
- Sauris nebulosa Dugdale, 1980
- Sauris nigricincta Warren, 1896
- Sauris nigrifusalis (Warren, 1896)
- Sauris nigripalpata Walker, 1862
- Sauris oetakwana Prout, 1958
- Sauris othnia Prout, 1958
- Sauris pallidipalpis (Prout, 1916)
- Sauris pallidiplaga (Warren, 1897)
- Sauris parviplaga (Warren, 1906)
- Sauris pelagitis Prout, 1933
- Sauris perfasciata Hampson, 1895
- Sauris plumipes Dugdale, 1980
- Sauris preptochaetes Prout, 1929
- Sauris priva Prout, 1930
- Sauris proboscidaria Walker, 1862
- Sauris pupurotincta Galsworthy, 1999
- Sauris quassa Prout, 1932
- Sauris rectilineata Dugdale, 1980
- Sauris rhododactyla Warren, 1906
- Sauris rubriplaga Warren, 1899
- Sauris seminigra (Warren, 1903)
- Sauris septa Prout, 1929
- Sauris sinuaticornis (Warren, 1896)
- Sauris subfulva (Warren, 1905)
- Sauris trifasciaria Leech
- Sauris triseriata (Moore)
- Sauris tulagiensis Tautel, 2020
- Sauris turpipennis (Warren, 1896)
- Sauris ursula Robinson, 1975
- Sauris usta (Warren, 1895)
- Sauris vetustata Walker, 1866
- Sauris victoria Robinson, 1975
- Sauris victoriae Galsworthy, 1999
- Sauris volcanica (Butler, 1887)
- Sauris wanda Robinson, 1975
- Sauris xissa Robinson, 1975